# Bégadan
Bégadan ist eine französische Gemeinde im Département Gironde in der Region Nouvelle-Aquitaine mit 897 Einwohnern (Stand: 1. Januar 2022). Sie gehört zum Arrondissement Lesparre-Médoc und zum Kanton Le Nord-Médoc. Die Einwohner werden Bégadanais genannt.

## Geografie
Bégadan liegt etwa 63 Kilometer nordnordwestlich von Bordeaux auf der Halbinsel Médoc und am Ästuar der Gironde. Das Gemeindegebiet gehört zum Regionalen Naturpark Médoc. Umgeben wird Bégadan von den Nachbargemeinden Valeyrac im Norden, Saint-Christoly-Médoc im Osten, Couquèques im Osten und Südosten, Civrac-en-Médoc im Süden, Queyrac im Westen sowie Jau-Dignac-et-Loirac im Nordwesten.

## Bevölkerungsentwicklung
| Jahr                       | 1962 | 1968 | 1975 | 1982 | 1990 | 1999 | 2012 | 2020 |
| Einwohner                  | 1014 | 932  | 846  | 832  | 913  | 877  | 919  | 906  |
| Quellen: Cassini und INSEE |      |      |      |      |      |      |      |      |

## Sehenswürdigkeiten
- Kirche Saint-Saturnin, Monument historique
- Kloster aus dem 11. Jahrhundert
- ehemaliger Leuchtturm von By
- Schloss Laujac

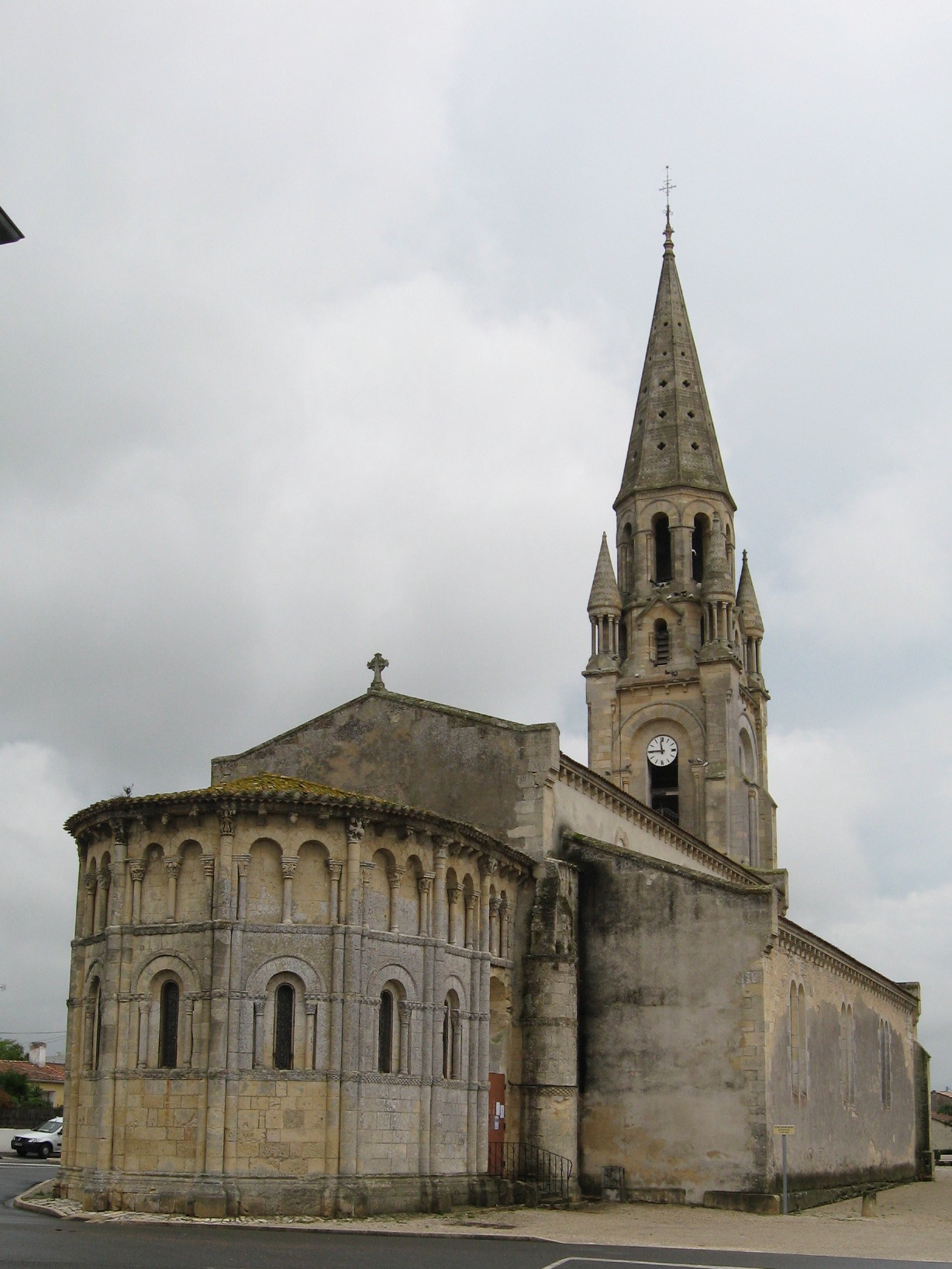
Kirche Saint-Saturnin
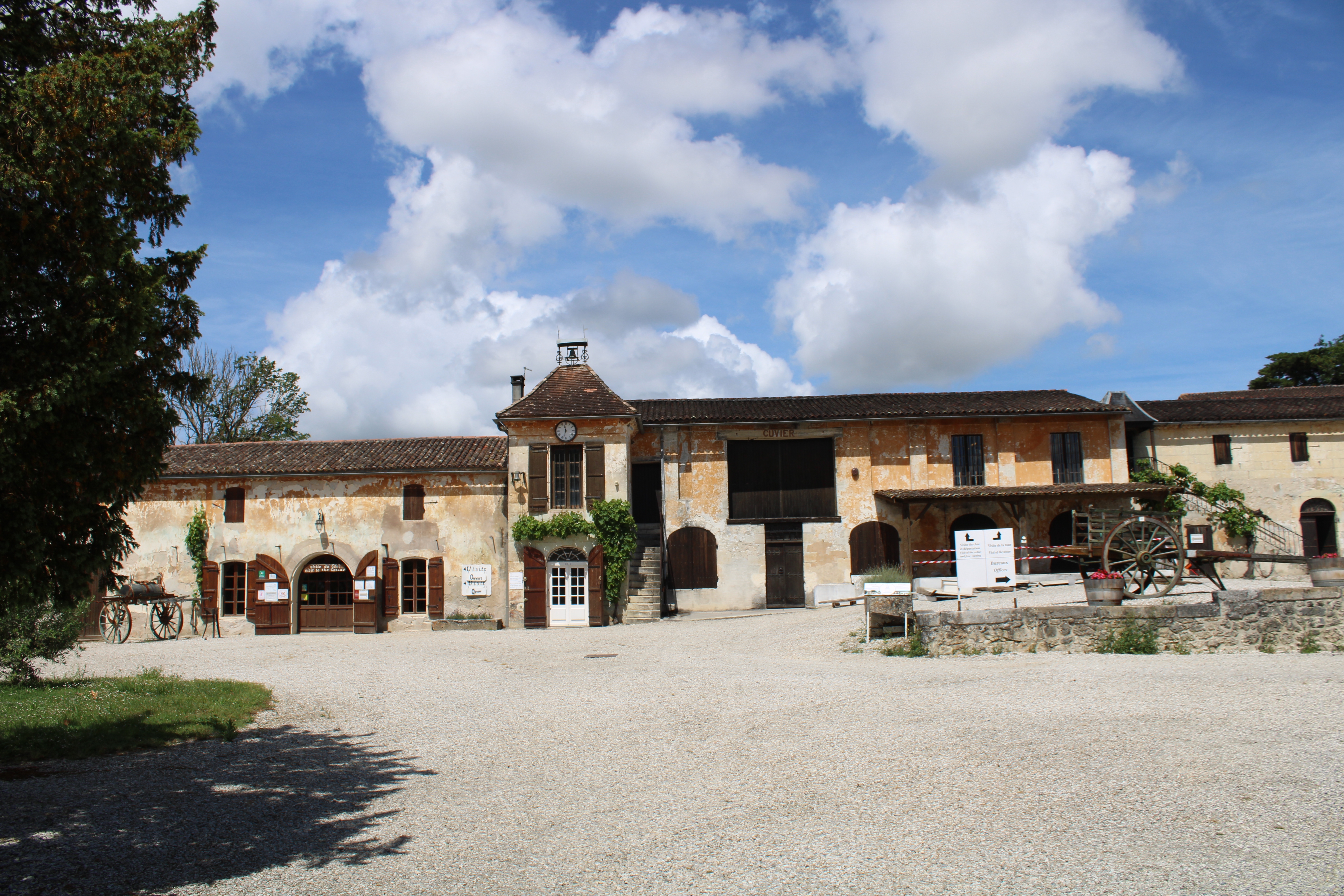
Schloss La Tour-de-By
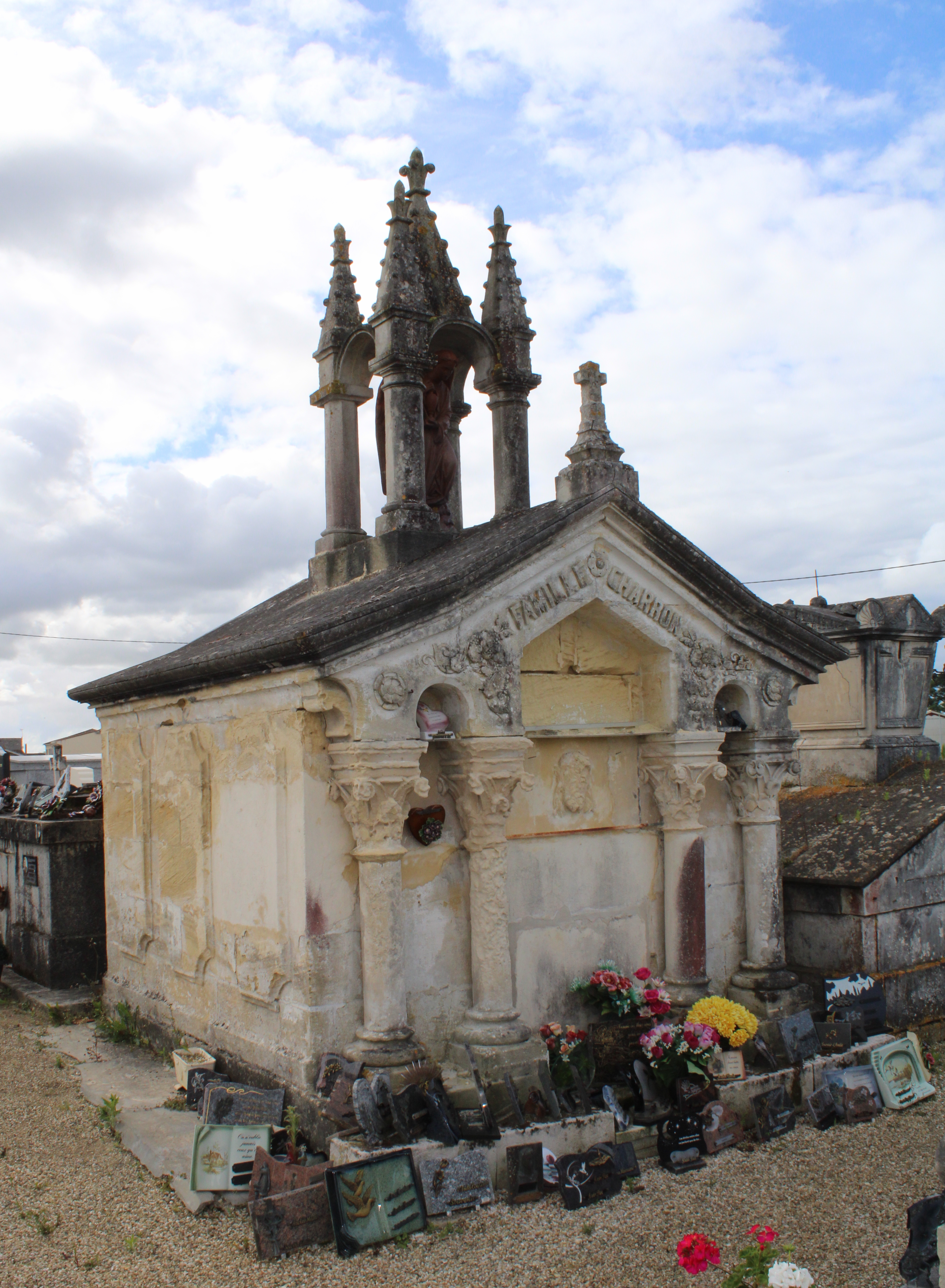
Friedhofskapelle
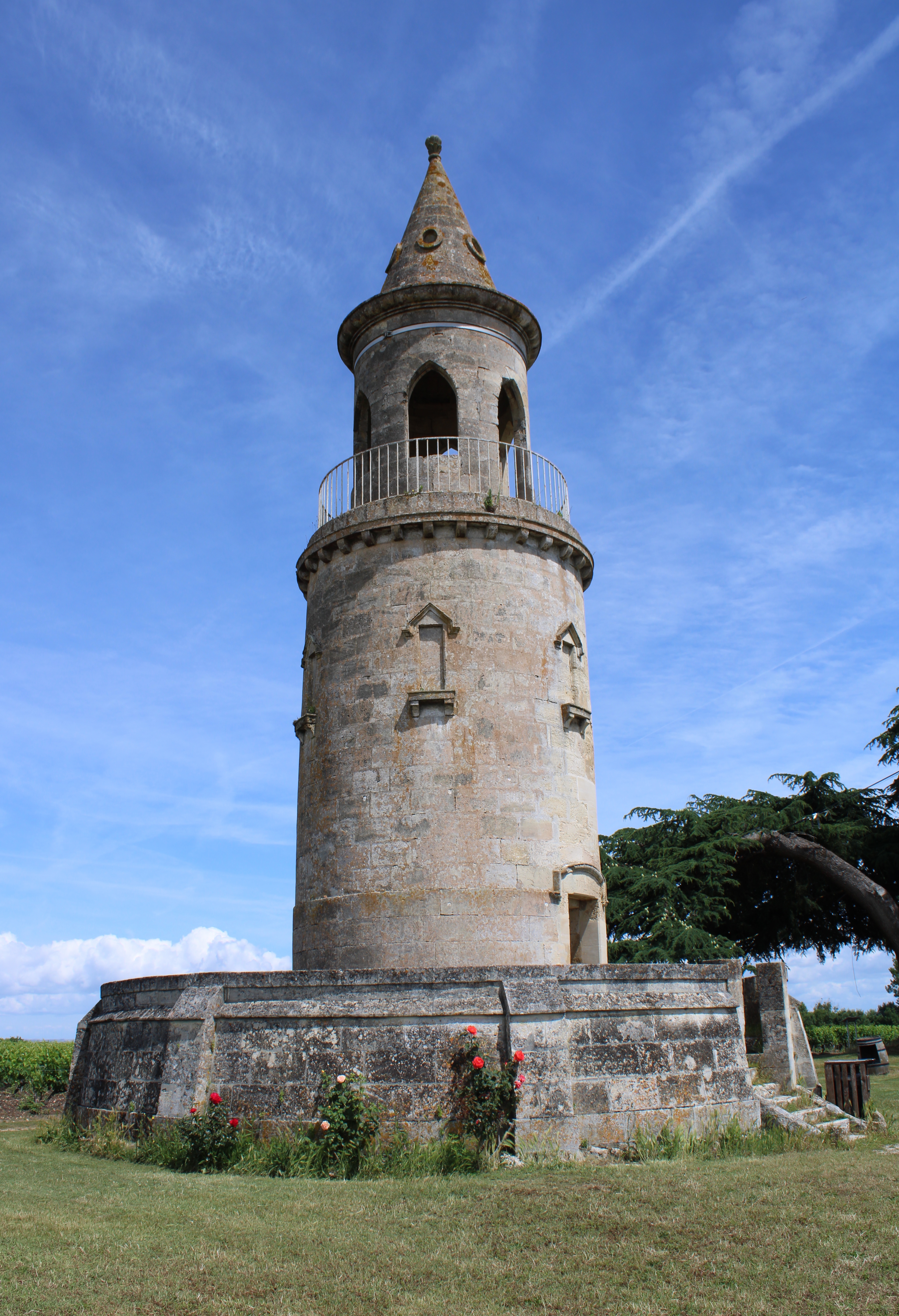
Ehemaliger Leuchtturm von By